# Bataille d'El Carrizal
Pour les articles homonymes, voir Carrizal.
Batailles
Révolution mexicaine :
- Incident de Tampico
- Ypiranga incident (en)
- Occupation américaine de Veracruz

Guerre de la frontière :
- Agua Prieta (1re)
- Ciudad Juárez (1re) (en)
- Bandit War (en)
- Norias Ranch Raid (en)
- Ojo de Agua Raid (en)
- Nogales (2e) (en)
- Santa Isabel (en)
- Columbus
- Expédition punitive
- Guerrero (en)
- Agua Caliente (en)
- Parral
- Tomochic (en)
- Ojos Azules
- Glenn Springs (en)
- Rubio Ranch
- Castillon
- Las Varas Pass
- San Ygnacio (en)
- Carrizal
- Affaire Zimmermann
- Brite Ranch (en)
- Neville Ranch (en)
- Nogales (3e) (en)
- Ciudad Juárez (3e) (en)
- Ruby Murders (en)

La bataille d'El Carrizal qui s'est déroulée le 21 juin 1916 fut un vif affrontement entre les troupes de l'armée américaine sous les ordres du Général John J. Pershing et les forces armées fédérales du Mexique placées sous les ordres du Général Félix Uresti Gómez (es). L'issue de la bataille fut une victoire mexicaine qui suscita un fort sentiment patriotique dans le nord du pays. La bataille fut relatée des années plus tard par le colonel Genovevo Rivas Guillén (es) (1886 - 1947).

## Contexte
Après que Francisco Villa eut attaqué en 1916 le village américain de  Columbus au Nouveau-Mexique, le Général John J. Pershing, chef des armées stationnées à  El Paso Texas, se lança avec ses troupes à la poursuite du « Centaure du nord » dans le contexte de l'« expédition punitive ». Compte tenu de ce développement, le président Carranza interdit aux troupes américaines de se déplacer dans n'importe quelle direction du territoire national à l'exception du nord. De son côté, le général Jacinto B. Trevino envoyait un télégramme au Général Pershing l'avertissant que s'il violait cette disposition présidentielle il activerait les troupes mexicaines de défense armée, ce à quoi Pershing répondit qu'il continuerait son avance.
Après avoir ignoré l'injonction présidentielle, Pershing entama le 18 juin 1916 un mouvement en direction de Villa Ahumada (es) au Chihuahua. Le capitaine Charles Boyd, à la tête d'un escadron de cavalerie et d'infanterie, marcha sur le ranch de Santo-Domingo, propriété d'un Américain. Les troupes mexicaines étaient dans la ville voisine de Carrizal (es), situé à côté du ranch Santo Domingo et de  Villa Ahumada.

## La bataille
Les Américains croyant que Pancho Villa pouvait être capturé à El Carrizal y envoyèrent un détachement. Le 21 juin à l'aube, les troupes américaines étaient en vue d'El Carrizal. Apprenant la situation, le lieutenant Colonel Rivas partit à la rencontre du commandant Boyd lui demander quelle était la raison de sa présence en cet endroit. La réponse fut que le détachement était à la recherche de déserteurs et le chef américain insista pour continuer sa route. Rivas demanda des instructions au commandant des troupes mexicaines qui notifièrent que le capitaine américain ne devait pas dépasser l'endroit où il était parvenu. Devant son insistance, il lui fut proposé d'attendre de nouveau des instructions pour éviter tout malentendu pouvant mener à un conflit armé.
Compte tenu de ce refus, le capitaine Boyd répondit qu'il ne pouvait pas perdre plus de temps en négociations et déclara que des hommes mouraient. Face à ce défi, le général Félix dit que les soldats mexicains savaient mourir eux aussi et que si Boyd pensait pouvoir passer, il devait essayer. Les deux commandants se retirèrent ensuite pour commencer la bataille, le général Gomez ordonna d'ouvrir le feu pour arrêter l'avance des Américains. Cependant, il fut mortellement blessé dès le début de la bataille, transmettant son commandement au lieutenant-colonel Rivas. Boyd lui-même mourut peu après et le capitaine Morey fut blessé. Privés de chefs, les envahisseurs se rendirent après avoir subi de lourdes pertes.

## Conséquences
La bataille dura environ trois heures et détériora encore davantage les relations déjà tendues entre les deux pays. Cependant, le gouvernement américain, alors plus préoccupé par l'aggravation des relations avec le gouvernement allemand en pleine Première Guerre Mondiale et désireux d'éviter deux fronts potentiels en cas de guerre avec l'Empire allemand, décida de résoudre les problèmes avec le Mexique. Le 24 novembre 1916, un traité fut conclu ente le Mexique et les États-Unis dans lequel il était stipulé que l'expédition punitive quitterait le pays. Les troupes américaines ne se retirèrent cependant pas avant le 6 février 1917, soit près de deux mois plus tard, sans aucune condition, engagements ou arrangements antérieurs, ayant complètement échoué dans son objectif de capturer Villa.
Les pertes américaines s'élevèrent à 50 soldats tués, 27 prisonniers, plus la capture de 22 chevaux et de nombreuses munitions. Le Mexique perdit 27 hommes et 39 soldats furent blessés.
Ce affrontement ranima un fort sentiment patriotique au nord du Mexique qui vit un grand nombre de volontaires s’enrôler dans l'armée mexicaine où ils furent rapidement entraînés par crainte d'une forte contre-attaque de Pershing.

## À noter
Le lieutenant Henry Rodney Adair fut tué à cette bataille. Durant la Seconde Guerre Mondiale, le Camp Adair (en) fut créé pour honorer sa mémoire dans la vallée de la Willamette en Oregon comme centre d'entraînement de l'armée.